# Karla (película)
Karla es una película de suspenso del año 2006, protagonizada por Laura Prepon, Misha Collins y Patrick Bauchau. Fue dirigida por Joel Bender y está basada en la historia de los asesinos seriales Paul Bernardo y su esposa Karla Homolka.

## Sinopsis
Basada en hechos reales, cuenta la historia de Paul Bernardo y su mujer Karla Homolka, y de cómo a comienzos de los años noventa raptaron, abusaron sexualmente y asesinaron a tres chicas jóvenes, una de las cuales era la hermana menor de Karla, Tammy Homolka.

## Reparto
- Laura Prepon como Karla Homolka.
- Misha Collins como Paul Bernardo.
- Patrick Bauchau como Dr. Arnold.
- Cherilyn Hayres como Tammy Homolka.
- Emilie Jacobs como Peggy, amiga de Karla.
- Kristen Honey como Tina McCarthy.
- Sarah Tareen como Kaitlyn Ross.
- Tess Harper como Molly Czehowicz.
- Leonard Kelly-Young como Dan Czehowicz.

## Producción
La película se rodó en Estados Unidos y Canadá con un presupuesto estimado de 5.000.000.